# 饒星星
饒星星（英語：Jao Cin-Cin，8月29日—），臺灣女演員，演出過多部MV、短片及電影。學習於北藝大電影系演員培訓課程。
2014年參與公共電視電影《自由人》演出，飾演長期被囚禁的小兒麻痺患者女主角小綺，因此片入圍第49屆金鐘獎迷你劇集電視電影女配角獎，《自由人》一片入圍國內外多項影展的肯定，其中包括台灣金鐘獎與金馬獎，第88屆美國奧斯卡金像獎前十強提名。

2018年參與電影長片《小美》，飾演謎樣女孩小美，此片入圍柏林影展世界大觀單元、香港國際電影節開幕片。

## 演出作品

### 電影
| 年份   | 片名             | 飾演           | 導演   | 備註 |
| 2010年 | 《當愛來的時候》 | 新女友         | 張作驥 |      |
| 2014年 | 《軍中樂園》     | 十三號軍妓歡歡 | 鈕承澤 |      |
| 2018年 | 《小美》         | 秦人美         | 黃榮昇 |      |

### 迷你劇集/電視電影
| 年份   | 片名                     | 飾演   | 導演                   | 播出頻道   |
| 2014年 | 公視學生劇展《自由人》   | 小綺   | 柯汶利                 | 公共電視   |
| 2016年 | 公視學生劇展《嘴上功夫》 | 余曉鎂 | 陳彥融                 | 公共電視   |
| 2018年 | 《逆行 KARMA》           | 佳佳   | 柯汶利                 | 衛視電影台 |
| 2024年 | 《都市懼集-代收包裹》    | Annie  | 李俊宏、黃丹琪、陳保中 | CATCHPLAY+ |

### 電影短片/微電影
| 年份   | 片名                                | 飾演   | 導演                        |
| 2008年 | 戀愛中毒                            | 女子   | 江宜家                      |
| 2012年 | 末日過後                            | 小麗   | 陳正道、柯孟融              |
| 2015年 | 12星座女生：遇到愛講英文同事的反應  | 女主角 | PopDaily 波波黛莉的異想世界 |
| 2018年 | 文德商號                            | 郭淑芬 | 王泰翔、蔡宜廷              |
| 2018年 | 再會！方舟                          | 仙仙   | 張軼峰                      |
| 2020年 | 「76号恐怖書店之恐懼罐頭」-《飢餓》 | 小紫   | 莊絢維                      |
| 2021年 | LEZS特刊概念影片-《費洛蒙—遠距離》  | 客人   | Ai Chen                     |

### 音樂錄影帶
- 2011 蘇打綠《你在煩惱什麼》
- 2013 KoOk 庫克樂團《絕對正義》
- 2013 許慧欣《一個人唱歌》

- 2018 頑童MJ116《浪漫一下》
- 2018 鄧紫棋《倒數》
- 2018 莊鵑瑛《巴斯特耳朵》
- 2018 楊永聰《溫柔地，暴烈地》
- 2019 邱志宇《步步為營》（電影《我的靈魂是愛做的》主題曲）
- 2020 黃小琥《春到了》

## 獎項紀錄
| 年 份  | 頒獎典禮     | 獎項                       | 影片                    | 角色 | 結果 |
| ------ | ------------ | -------------------------- | ----------------------- | ---- | ---- |
| 2014年 | 第49屆金鐘獎 | 迷你劇集／電視電影女配角獎 | 公視學生劇展—《自由人》 | 小綺 | 提名 |

## 外部連結
- 饒星星的Facebook專頁
- 饒星星的Instagram帳戶
- 饒星星的新浪微博
- 演員饒星星個人網頁